# Psenobolus parapygmaeus
Psenobolus parapygmaeus är en stekelart som beskrevs av Ramirez och Marsh 1996. Psenobolus parapygmaeus ingår i släktet Psenobolus och familjen bracksteklar. Inga underarter finns listade i Catalogue of Life.